# Ami amazonica
Ami amazonica là một loài nhện trong họ Theraphosidae.
Loài này thuộc chi Ami. Ami amazonica được miêu tả năm 2008 bởi Jimenez & Bertani.